# Wongsakorn Saenruecha
Wongsakorn Saenruecha (thailändisch พงษ์ศักดิ์ บุญทศ; * 15. April 2000) ist ein thailändischer Fußballspieler.

## Karriere
Wongsakorn Saenruecha stand die Saison 2022/23 beim Drittligisten Saraburi United FC unter Vertrag. Mit dem Verein aus Saraburi spielte er 20-mal in der Western Region der Liga. Im August 2023 wechselte er zu dem in der North/Eastern Region spielenden Sisaket United FC. Am Ende der Saison wurde er mit dem Verein aus Sisaket Meister der Region und stieg anschließend in die zweite Liga auf. Sein Zweitligadebüt gab Saenruecha am 10. August 2024 (1. Spieltag) im Heimspiel gegen den Pattaya United FC. Bei dem 1:1-Unentschieden wurde er in der 62. Minute für den Brasilianer Caíque Ribeiro eingewechselt.

## Erfolge
Sisaket United FC
- Thai League 3 – North/East: 2023/24  ▲